# وکیلان و حقوق‌دانان بازداشت‌شده خیزش ۱۴۰۱ ایران
وکیلان و حقوق‌دانان بازداشت‌شده در خیزش ۱۴۰۱ ایران، گروهی از بازداشت‌شدگان به دست جمهوری اسلامی هستند.

## آغاز موج بازداشت‌ها در خیزش ۱۴۰۱
مأموران امنیتی جمهوری اسلامی از شهریور و در جریان خیزش ۱۴۰۱ ایران شمار قابل توجهی از کنشگران مدنی و سیاسی… را بازداشت کردند.

## برخی از بازداشت‌شدگان
«اگر رهبری (خامنه‌ای) از نقض حقوق شهروندی خبر ندارند جای تأسف دارد و اگر خبر دارند، صد برابر، جای تأسف دارد.» (سخنی از کام‌فیروزی، وکیل بازداشت‌شده)

- محمدعلی کامفیروزی؛ وکیلی که وکالت تعدادی از فعالان دانشجویی و سیاسی و نیز شماری از زندانیان را بر عهده داشته، در ۲۳ آذر و بدون احضاریه بازداشت شد.[۲۷]
- نگین کیانی؛ وکیل و عضو کانون وکلای دادگستری آذربایجان شرقی که در ۹ آبان ۱۴۰۱، پس از قبول وکالت بازداشت‌شدگان اعتراضات سراسری، توسط نیروهای امنیتی دستگیر شد.[۲۸]
- آرش کیخسروی؛ وکیل و نیز فعال سیاسی‌ای که در ۸ آبان ۱۴۰۱ به دست نیروهای امنیتی در تهران بازداشت شد. بازداشت وی با تفتیش منزل و ضبط برخی لوازم شخصی‌اش همراه بوده‌است.[۲۹]
- نازنین سالاری؛ وکیل و رئیس کمیسیون حقوق بشر کانون وکلای دادگستری استان فارس، فعال حقوق زنان و کودکان در شیراز است که در ۸ آبان ۱۴۰۱ بازداشت شد.[۲۸]
- حسن اسدی زیدآبادی؛ حقوق‌دان، وکیل و عضو شورای مرکزی سازمان دانش‌آموختگان ایران که در ۲۵ آبان ۱۴۰۱ از سوی سازمان اطلاعات سپاه در خانه‌اش دستگیر شد.[۳۰][۳۱]
- آستاره انصاری؛ وکیلی که به دست حکومت جمهوری اسلامی در شیراز بازداشت شد.[۲۸]
- مصطفی نیلی؛ وکیلی که وکالت برخی از فعالان مدنی و سیاسی و نیز شماری از معترضان را بر عهده داشته، در ۱۶ آبان ۱۴۰۱ به دست نیروهای سازمان اطلاعات سپاه پاسداران انقلاب اسلامی بازداشت شد.[۳۲]
- بهاره صحراییان جهرمی؛ وکیل و فعال حقوق بشر که در شیراز بازداشت شد.[۲۸]
- شماری از وکیلان در پشتیبانی از معترضان و بازداشت‌شدگان اعتراضات سراسری ۱۴۰۱، در مقابل کانون وکلای دادگستری مرکز، تجمع مسالمت‌آمیز برگزار کردند؛ ولی نیروهای امنیتی بعد از شلیک گاز اشک‌آور، برخی از آنان را بازداشت کردند.[۳۳][۲۸]
- قدسیه قدس‌بین؛ وکیلی که در شیراز از سوی حکومت جمهوری اسلامی بازداشت شد.[۲۸]
- سینا یوسفی؛ وکیلی که پس از اعلام تشکیل کمیته دفاع مرکب از وکلا و حقوق‌دانان برای حمایت حقوقی از معترضان، در ۲۴ مهر ۱۴۰۱ در تبریز بازداشت شد.[۲۸]
- محمود طراوت‌روی؛ وکیل و فعال حقوق بشر که در شهر شیراز دستگیر شد.[۲۸]
- قاسم بعدی؛ یکی از وکیلان دادگستری آذربایجان شرقی که در ۲۴ مهر ۱۴۰۱ در شهر تبریز بازداشت شد.[۲۸]
- امیر مهدی‌پور؛ یکی از اعضای کمیسیون حقوق بشر کانون وکلای آذربایجان شرقی که در اعتراضات سراسری ۱۴۰۱ به دست نیروهای امنیتی در تبریز بازداشت شد.[۲۸]
- علی‌رضا زارع؛ وکیلی که در شیراز توسط جمهوری اسلامی دستگیر شد.[۲۸]
- بابک پاک‌نیا؛ مدافع حقوق بشر و نیز وکیل برخی از معترضان بازداشت‌شده که خودش هم در ۳ مهر ۱۴۰۱ در تهران دستگیر شد.[۲۸]
- مهدی صفری؛ وکیلی که از سوی حکومت جمهوری اسلامی در شهر شیراز دستگیر شد.[۲۸]
- محمدهادی جعفرپور؛ وکیلی که در شیراز توسط جمهوری اسلامی بازداشت شد.[۲۸]

## آمار
موج بازداشت معترضان با گسترده‌تر شدن دامنه اعتراضات آغاز شد. از سرنوشت بسیاری از بازداشت‌شدگان خیزش ۱۴۰۱ اطلاعات دقیقی در دست نیست؛ ولی بنا به گزارش بعضی منابع رسمی (تا پاییز ۱۴۰۱) علاوه بر زخمی شدن بیش از ۸٫۰۰۰ هزار نفر (آمار فقط یک استان)، دست‌کم ۶۰٫۰۰۰ تن نیز دستگیر شدند. تا تاریخ ۱۷ آبان ۱۴۰۱، دست‌کم ۱۵ وکیل بازداشت شدند.